# Karl-Heinz Lauterjung
Karl-Heinz Lauterjung (* 10. Mai 1914 in Leichlingen (Rheinland); † 29. März 2000) war ein deutscher Kernphysiker.

## Leben
Lauterjung studierte in Bonn, München und Köln. 1941 wurde er mit dem Thema „Über den Wirkungsquerschnitt einiger Elemente für langsame Neutronen“ in Köln promoviert. Anschließend war er als Assistent und später als Privatdozent an der Universität zu Köln bei Fritz Kirchner tätig.
Von 1954 bis 1956 arbeitete er als wissenschaftlicher Abteilungsleiter im Max-Planck-Institut für Kernphysik in Heidelberg und war von 1957 bis 1960 dessen kommissarischer Direktor. 1959 wurde er als Ordinarius auf den neu geschaffenen Lehrstuhl für Kernphysik an der Universität zu Köln berufen und wurde zugleich Direktor des von ihm gegründeten Instituts für Kernphysik. Von 1963 bis 1964 war er Dekan der mathematisch-naturwissenschaftlichen Fakultät. 1982 wurde er emeritiert.
Lauterjung wurde international mit Neutrino-Rückstoßexperimenten beim Betazerfall des Kerns 8Li bekannt, die unter seiner Ägide in Europa erstmals durchgeführt wurden. Aus der Winkelverteilung der Alphateilchen beim Zerfall des 8Be-Kerns relativ zur Richtung des Elektrons leitete Lauterjung die Kopplungsart des Betazerfalls ab. Indirekt führte dieses Resultat zur Bestimmung der Helizität des Antineutrinos. Das erzielte Ergebnis hat noch heute Bestand.